# Garçon chiffon
Pour plus de détails, voir Fiche technique et Distribution.
Garçon chiffon est un film français réalisé par Nicolas Maury, sorti en 2020.

## Synopsis
Un jeune homme qui aspire à être comédien, retourne en terre natale après un autre échec sentimental.

## Fiche technique
Sauf indication contraire, les informations mentionnées dans cette section peuvent être confirmées par les bases de données cinématographiques IMDb et Allociné,  présentes dans la section « Liens externes ».
- Titre original : Garçon chiffon
- Réalisation : Nicolas Maury
- Scénario : Nicolas Maury, Sophie Fillières et Maud Ameline
- Musique : Olivier Marguerit
- Photographie : Raphaël Vandenbussche
- Décors : Damien Rondo
- Costumes : Elisa Ingrassia
- Montage : Louise Jaillette
- Production : Charles Gillibert
- Sociétés de production : CG Cinéma et Mother Production
- SOFICA : Cinémage 14
- Société de distribution : Les Films du losange (France)
- Pays d’origine :  France
- Langue originale : français
- Genre : comédie
- Durée : 108 minutes
- Format : Couleur - 2.35:1
- Date de sortie :
  - France : 28 octobre 2020[2], 19 mai 2021[3]

## Distribution
Sauf indication contraire, les informations mentionnées dans cette section peuvent être confirmées par les bases de données cinématographiques IMDb et Allociné,  présentes dans la section « Liens externes ».
- Nicolas Maury : Jérémie
- Nathalie Baye : Bernadette, la mère de Jérémie
- Arnaud Valois : Albert, le copain de Jérémie
- Théo Christine : Kevin, l'homme à tout faire de Bernadette
- Laure Calamy : Sylvie, la réalisatrice surmenée
- Jean-Marc Barr : le réalisateur
- Dominique Reymond : la thérapeute de l'Association des jaloux anonymes
- Laurent Capelluto : Jean-François, l'agent de Jérémie
- Carole Franck : Mireille, la deuxième épouse du défunt
- Florence Giorgetti[4] : la grand-mère Alzheimer
- Laetitia Spigarelli : la moniale
- Robert Cantarella : l'éleveur de chiens
- Francis Leplay : le metteur en scène de la pièce
- Pauline Lorillard : une jalouse anonyme
- Maxence Tual : l'assistant de Sylvie
- Isabelle Huppert : une spectatrice sortant du cinéma
- Cedric Chevalme
- Andrea Romano
- Klaudia Kapuscinska

## Production
Le tournage a eu lieu à l'automne 2019 en Haute-Vienne.

## Distinctions

### Sélection
- Label Festival de Cannes 2020

### Nominations
- 26e cérémonie des Lumières : Meilleur acteur pour Nicolas Maury
- César 2021 : nomination au Meilleur premier film[6]